# Circle Jerks
I Circle Jerks sono un gruppo hardcore punk statunitense nato nei fine anni '70 nell'area di Hermosa Beach, Los Angeles, fondato dall'ex cantante dei Black Flag Keith Morris; essi riuscirono ad accattivarsi in brevissimo tempo le simpatie della scena californiana e delle radio alternative, grazie a nichilismo e ironia, oltre a una vitalità live sottolineata dalla violenza che puntualmente esplodeva ad ogni concerto.
Quelle del primo album, Group Sex, erano canzoni aspre, ricche di stacchi e cambi di tempo e contraddistinte dalla voce sgraziata di Morris. Queste stesse canzoni che segnarono un'epoca rimangono le uniche testimonianze indimenticabili di una carriera che, seppure protrattasi a singhiozzo per molti anni, ha applicato alla lettera il motto vivi in fretta, muori giovane, con il quale il gruppo intitolò uno dei suoi più celebri inni.
Attualmente il gruppo è ancora in attività solo ufficialmente: l'ultimo album studio risale infatti al 1995; ci sono state voci di un nuovo album in uscita tra il 2007 e il 2008 che però non sono state confermate dai fatti.

## Storia

### Gli inizi
Keith Morris era originariamente un componente dei Black Flag, con i quali registrò l'EP Nervous Breakdown, per poi lasciare improvvisamente nel 1979. Egli in breve tempo riuscì a unire il primo nucleo dei Circle Jerks: la formazione vide Greg Hetson alla chitarra, Roger Rogerson al basso, e Lucky Lehrer alla batteria.
Soprattutto grazie al nome che Morris si era fatto nei Black Flag, la band riuscì a firmare molto presto per un'etichetta discografica: precisamente la Frontier Records. Nel 1980 venne pubblicato il primo album della carriera del complesso: Group Sex, esordio che poteva essere considerato tale dal numero delle tracce, 14, un po' meno dalla durata: 15 minuti. Un disco che fece scalpore per pezzi duri, aspri e grezzi. Cinque brani del disco furono inclusi nel documentario The Decline of Western Civilization di Penelope Spheeris dedicato al punk rock, come colonna sonora.
Nel 1981 il gruppo firma per la Epitaph, per la quale registra il secondo album Wild in the Streets, il cui titolo è tratto da un brano di Garland Jeffreys. Il nastro originale con le registrazioni di quest'album è andato perso nel corso degli anni, costringendo il gruppo a remixare i pezzi quando anni dopo si deciderà a unire i brani dei primi due album in un unico disco.

### Gli anni di transizione
Nel 1983 stipularono un contratto con Jerry Goldstein, produttore e manager degli War, e pubblicarono Golden Shower of Hits. Un pezzo del disco, Coup D'Etat, venne scelto come colonna sonora del film Repo Man - Il recuperatore di Alex Cox, a cui tra l'altro partecipò come attore Zander Schloss, un componente del gruppo. L'intera band vi apparve invece come comparsa suonando When The Shit Hits The Fan.
Poco dopo questi avvenimenti, Rogerson e Lehrer lasciarono la band. Furono rimpiazzati da già citato Zander Schloss al basso e da Keith Clark ai tamburi. Contemporaneamente fu firmato un nuovo contratto con la Combat. Nel 1985 fu dato alle stampe il quarto disco, Wonderful. Dopo la sua pubblicazione il gruppo, forte di una nuova stabilità, non si dette un attimo di pace fino alla realizzazione di un seguito, chiamato VI, che uscì nel 1987, sempre sotto Combat Core, una sottoetichetta della Combat specializzata nel punk. Ancora una volta Alex Cox si avvalse della collaborazione del gruppo per le colonne sonore della sua filmografia: il film in questione è Sid and Nancy, e il brano colonna sonora Love Kills.

### Il primo scioglimento
Nel 1989 Greg Hetson, chitarrista del complesso, lasciò la band per poter dedicare più tempo alla sua band madre, i Bad Religion. Ciò provocò lo scioglimento dei Circle Jerks. Nel 1992 venne pubblicato Gig, il primo live dei Circle Jerks antecedente al loro scioglimento. Durante questo periodo i componenti percorsero strade diverse. Hetson suonò molto con i Bad Religion, Schloss passò suonando da gruppo a gruppo, Morris si dedicò a i mestieri più svariati, abbandonandosi ad alcool e droga e lottando contro una salute malferma; Clark si ritirò dalla carriera musicale.

### Riunione
Fortunatamente nel 1994 l'occasione di un'insperata reunion arrivò, sotto forma di un possibile contratto con la Mercury Records. Morris mobilitò subito gli altri componenti, ma per mantenere la line-up storica del complesso vi erano delle difficoltà: Hetson suonava ancora con i Bad Religion che avevano appena firmato per la Atlantic Records; Schloss era entrato a far parte di una band sotto contratto con la Interscope. Nonostante questi inconvenienti nell'estate del 1995 il gruppo riuscì a produrre l'ultimo album studio ad oggi:  Oddities, Abnormalities and Curiosities. Il gruppo si gettò subito dopo in un breve tour, cosicché agli occhi dei media la riunione poteva forse dirsi avvenuta a tutti gli effetti; tuttavia, Clark abbandonò la carriera musicale per un considerevole periodo.

### Tempi recenti

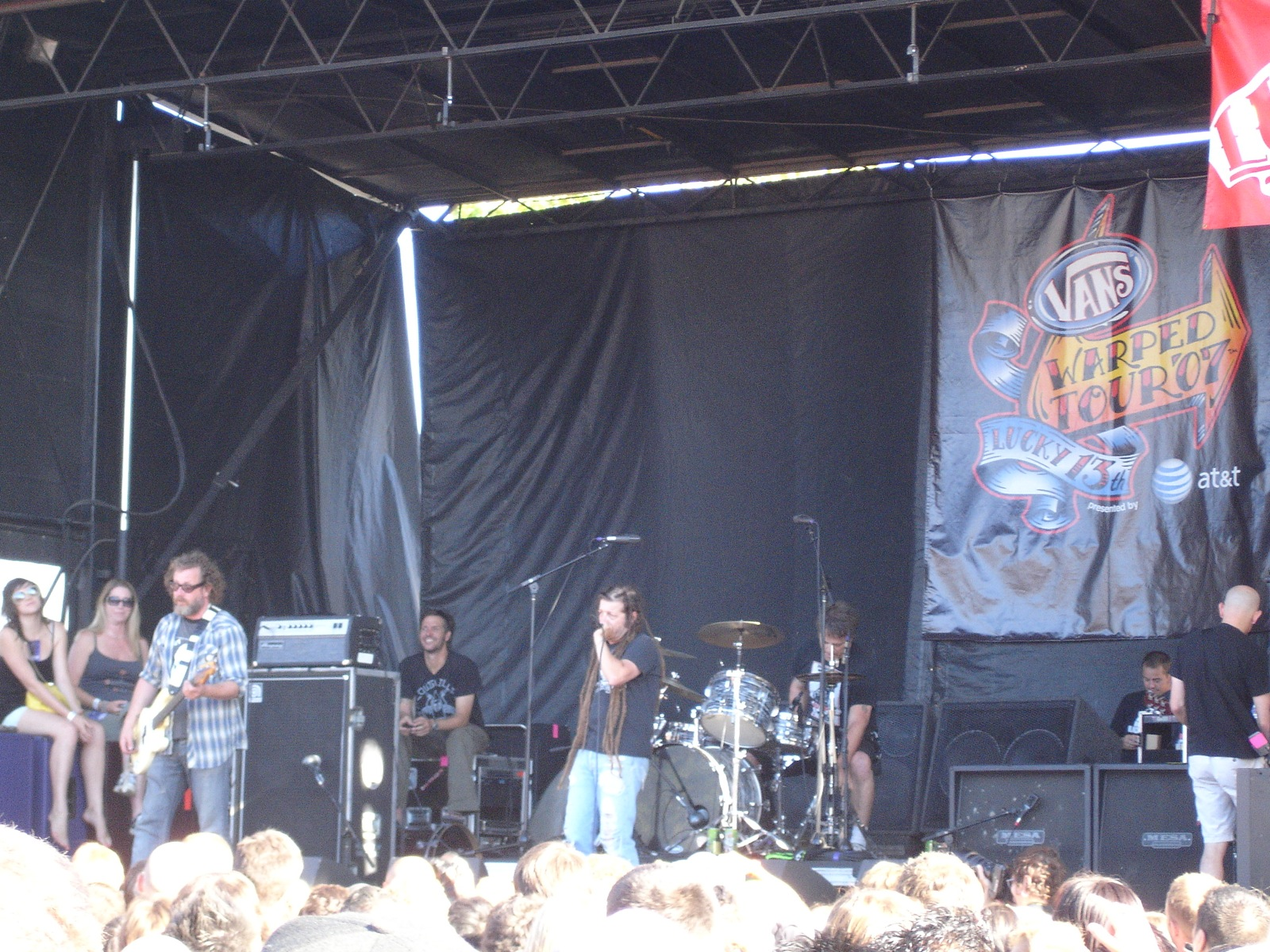
I Circle Jerks in concerto nel 2007.

I tre componenti storici Hetson, Schloss e Morris continuano tutt'oggi a dedicarsi a tour e concerti, sebbene un nuovo album studio non sia stato pubblicato dal "lontano" 1995. La scelta del nuovo batterista è ricaduta nel 2001 su Kevin Fitzgerald. Nel frattempo Hetson ha continuato a suonare anche con i Bad Religion, Schloss ha preso parte a molte band e Morris è divenuto un direttore dell'etichetta V2 Records. Gli ex componenti del gruppo, invece, hanno seguito strade diverse dalla musica. Lucky Lehrer è divenuto avvocato e lavora tuttora nella Sud California. Roger Rogerson è morto nel 1996 a causa di un'overdose di eroina.
Nel 2004, a nove anni dal disco precedente, è stato pubblicato un nuovo live del complesso per la serie The Show Must Go Off!, dove sono state suonati la maggior parte dei pezzi più conosciuti.
Da molto tempo circolavano voci su quello che sarebbe stato il prossimo album della band, ma proprio in questo periodo le voci avevano cominciato a materializzarsi e ad accentuarsi. Nulla però è stato ancora pubblicato; nel febbraio 2007 tuttavia è stato reso pubblico il primo brano nuovo in dodici anni, intitolato I'm Gonna Live, che ha aperto nuove possibilità per i fan.

## Discografia
- 1980 - Group Sex (Frontier Records)
- 1982 - Wild in the Streets (Phaulty Products)
- 1983 - Golden Shower of Hits (Rhino)
- 1985 - Wonderful (Combat/Relativity)
- 1987 - VI (Combat/Relativity)
- 1992 - Gig (Combat)
- 1995 - Oddities, Abnormalities and Curiosities (Mercury Records)

### Apparizioni in compilation
- Faster & Louder: Hardcore Punk, Vol. 1

## Formazioni

### 1979-1983
- Keith Morris - voce
- Greg Hetson - chitarra
- Roger Rogerson - basso
- Lucky Lehrer - batteria

### 1983-1984
- Keith Morris - voce
- Greg Hetson - chitarra
- Earl Liberty - basso
- Chuck Biscuits - batteria

### 1984-1996
- Keith Morris - voce
- Greg Hetson - chitarra
- Zander Schloss - basso
- Keith Clark - batteria

### 2001-oggi
- Keith Morris - voce
- Greg Hetson - chitarra
- Zander Schloss - basso
- Kevin Fitzgerald - batteria
- Joey Castillo